# Самполо
Самполо (фр. Sampolo, корс. Sampolu) — коммуна во Франции, находится в регионе Корсика. Департамент коммуны — Южная Корсика. Входит в состав кантона Тараво-Орнано. Округ коммуны — Аяччо.
Код INSEE коммуны — 2A268.

## Население
Население коммуны на 2008 год составляло 57 человек.
| 1962 | 1968 | 1975 | 1982 | 1990 | 1999 | 2008 |
| ---- | ---- | ---- | ---- | ---- | ---- | ---- |
| 160  | 154  | 136  | 82   | 49   | 52   | 57   |

## Экономика
В 2007 году среди 33 человек в трудоспособном возрасте (15—64 лет) 21 были экономически активными, 12 — неактивными (показатель активности — 63,6 %, в 1999 году было 54,8 %). Из 21 активных работали 16 человек (9 мужчин и 7 женщин), безработных было 5 (3 мужчины и 2 женщины). Среди 12 неактивных 6 человек были пенсионерами, 6 были неактивными по другим причинам.